# Gran Premio di Germania 1952
Il Gran Premio di Germania 1952 è stata la sesta prova della stagione 1952 del campionato mondiale di Formula 1. La gara si è tenuta domenica 3 agosto sul circuito del Nürburgring ed è stata vinta dall'italiano Alberto Ascari su Ferrari, al sesto successo in carriera; Ascari ha preceduto all'arrivo uno dei suoi compagni di squadra, il connazionale Nino Farina, e lo svizzero Rudi Fischer su Ferrari.
Grazie ai risultati ottenuti, Alberto Ascari si aggiudica per la prima volta in carriera il mondiale piloti, il terzo pilota della storia della Formula 1 a vincere il titolo. Per il pilota italiano è inoltre il secondo Grand Chelem (pole position, giro veloce e vittoria del Gran Premio conducendo tutti i giri in testa) in carriera in Formula 1.

## Vigilia

### Aspetti sportivi
Il Gran Premio rappresenta il sesto appuntamento stagionale a distanza di due settimane dalla disputa del Gran Premio di Gran Bretagna, quinta gara del campionato. La tappa tedesca si corre dopo il Gran Premio di Caen e il Daily Mail Trophy, due gare extra calendario di Formula 2 corse rispettivamente domenica 27 luglio sul circuit de la Prairie e sabato 2 agosto sul Boreham Circuit.
Tra le squadre ufficiali prendono parte alla gara la Scuderia Ferrari, le tre 500 guidate da Nino Farina, Alberto Ascari e Piero Taruffi, l'Equipe Gordini, con tre T16 guidate da Robert Manzon, Maurice Trintignant e Jean Behra, la HW Motors, con due vetture guidate da Paul Frère e Johnny Claes, la WS Aston, con una NB41 guidata da Bill Aston, e la Maserati, dopo tredici gare di assenza, con Felice Bonetto al volante di una A6GCM.
Tra le squadre private sono presenti la Écurie Espadon, con una Ferrari 500 e una 212 guidate rispettivamente da Rudi Fischer e Rudolf Schoeller, la Écurie Francorchamps, con una 500 guidata da Roger Laurent, la Escuderia Bandeirantes, con due Maserati A6GCM guidate da Gino Bianco ed Eitel Cantoni, e la Scuderia Marzotto, con Piero Carini al volante di una Ferrari 166.
Partecipano anche i piloti privati Tony Gaze, Marcel Balsa, Fritz Riess, Theo Helfrich, Willi Heeks, Helmut Niedermayr, Toni Ulmen, Adolf Brudes, Paul Pietsch, Hans Klenk, Josef Peters, Günther Bechem (iscrittosi come Bernd Nacke), Ludwig Fischer, Willi Krakau, Harry Merkel, Ernst Klodwig e Rudolf Krause.
Alcuni dei piloti di casa corrono su vetture autoprogettate basate sulla BMW 328.

## Qualifiche

### Risultati
Nella sessione di qualifica si è avuta questa situazione:
| Pos | Nº  | Pilota              | Costruttore       | Tempo   | Griglia |
| --- | --- | ------------------- | ----------------- | ------- | ------- |
| 1   | 101 | Alberto Ascari      | Ferrari           | 10'04"4 | 1       |
| 2   | 102 | Nino Farina         | Ferrari           | 10'07"3 | 2       |
| 3   | 109 | Maurice Trintignant | Gordini           | 10'19"1 | 3       |
| 4   | 107 | Robert Manzon       | Gordini           | 10'25"3 | 4       |
| 5   | 103 | Piero Taruffi       | Ferrari           | 10'26"3 | 5       |
| 6   | 117 | Rudi Fischer        | Ferrari           | 10'41"9 | 6       |
| 7   | 127 | Paul Pietsch        | Veritas           | 10'56"3 | 7       |
| 8   | 128 | Hans Klenk          | Veritas           |         | 8       |
| 9   | 123 | Willi Heeks         | AFM-BMW           |         | 9       |
| 10  | 105 | Felice Bonetto      | Maserati          |         | 10      |
| 11  | 108 | Jean Behra          | Gordini           |         | 11      |
| 12  | 121 | Fritz Rieß          | Veritas-BMW       |         | 12      |
| 13  | 112 | Paul Frère          | HWM-Alta          |         | 13      |
| 14  | 120 | Tony Gaze           | HWM-Alta          |         | 14      |
| 15  | 125 | Toni Ulmen          | Veritas-BMW       |         | 15      |
| 16  | 115 | Gino Bianco         | Maserati          |         | 16      |
| 17  | 119 | Roger Laurent       | Ferrari           |         | 17      |
| 18  | 122 | Theo Helfrich       | Veritas-BMW       |         | 18      |
| 19  | 126 | Adolf Brudes        | Veritas-BMW       |         | 19      |
| 20  | 129 | Josef Peters        | Veritas-BMW       |         | 20      |
| 21  | 114 | Bill Aston          | Aston-Butterworth |         | 21      |
| 22  | 124 | Helmut Niedermayr   | AFM-BMW           |         | 22      |
| 23  | 136 | Rudolf Krause       | BMW               |         | 23      |
| 24  | 118 | Rudolf Schoeller    | Ferrari           |         | 24      |
| 25  | 110 | Marcel Balsa        | BMW               |         | 25      |
| 26  | 116 | Eitel Cantoni       | Maserati          |         | 26      |
| 27  | 104 | Piero Carini        | Ferrari           |         | 27      |
| 28  | 133 | Willi Krakau        | AFM-BMW           |         | 28      |
| 29  | 135 | Ernst Klodwig       | BMW               |         | 29      |
| 30  | 130 | Bernd Nacke         | BMW               |         | 30      |
| 31  | 131 | Ludwig Fischer      | AFM-BMW           |         | 31      |
| 32  | 113 | Johnny Claes        | HWM-Alta          |         | 32      |
| 33  | 111 | Peter Collins       | HWM-Alta          |         | 33      |
| 34  | 134 | Harry Merkel        | BMW               |         | 34      |

## Gara

### Resoconto
Alberto Ascari ha condotto la gara per i primi 16 giri. A due giri dal termine egli ha dovuto entrare ai box a causa di una perdita d'olio, ma dopo la riparazione è tornato in pista 10 secondi dietro il compagno di squadra Nino Farina, poi recuperato e sorpassato alla fine del giro. Piero Taruffi, terzo dietro ai suoi compagni, ha perso la sua posizione in favore di Rudi Fischer a causa della rottura di una sospensione. Robert Manzon, mentre correva per la quinta posizione, è stato costretto al ritiro a causa di una ruota staccatasi dalla propria vettura; ciò ha avvantaggiato il suo compagno Jean Behra, il quale ha potuto conquistare gli ultimi punti in palio. Felice Bonetto, gareggiante per la Maserati, è stato squalificato dalla gara per essere stato spinto dopo un testacoda.
Ascari, il quale ha conseguito la quarta vittoria e il quarto giro più veloce di fila, ha ottenuto alla fine di questa gara il massimo dei punti ottenibili per la stagione, 36, rendendolo il primo pilota della storia della Formula 1 ad avere pari al 100% la percentuale di punti assegnati rispetto ai possibili in una stagione, primato poi eguagliato dallo scozzese Jim Clark nel 1963 e nel 1965.
La Ferrari, grazie al secondo posto di Farina e al terzo di Fischer, ottiene inoltre la sua 2ª tripletta nel mondiale di Formula 1.

### Risultati
I risultati del Gran Premio sono i seguenti:
| Pos | Nº  | Pilota              | Costruttore       | Giri | Tempo/Ritiro        | Griglia | Punti |
| --- | --- | ------------------- | ----------------- | ---- | ------------------- | ------- | ----- |
| 1   | 101 | Alberto Ascari      | Ferrari           | 18   | 3h06'13"3           | 1       | 9     |
| 2   | 102 | Nino Farina         | Ferrari           | 18   | +14"1               | 2       | 6     |
| 3   | 117 | Rudi Fischer        | Ferrari           | 18   | +7'10"1             | 6       | 4     |
| 4   | 103 | Piero Taruffi       | Ferrari           | 17   | +1 giro             | 5       | 3     |
| 5   | 108 | Jean Behra          | Gordini           | 17   | +1 giro             | 11      | 2     |
| 6   | 119 | Roger Laurent       | Ferrari           | 16   | +2 giri             | 17      |       |
| 7   | 121 | Fritz Rieß          | Veritas-BMW       | 16   | +2 giri             | 12      |       |
| 8   | 125 | Toni Ulmen          | Veritas-BMW       | 16   | +2 giri             | 15      |       |
| 9   | 124 | Helmut Niedermayr   | AFM-BMW           | 15   | +3 giri             | 22      |       |
| 10  | 113 | Johnny Claes        | HWM-Alta          | 15   | +3 giri             | 32      |       |
| 11  | 128 | Hans Klenk          | Veritas           | 14   | +4 giri             | 8       |       |
| 12  | 135 | Ernst Klodwig       | BMW               | 14   | +4 giri             | 29      |       |
| Rit | 107 | Robert Manzon       | Gordini           | 8    | Incidente           | 4       |       |
| Rit | 123 | Willi Heeks         | AFM-BMW           | 7    | Motore              | 9       |       |
| Rit | 120 | Tony Gaze           | HWM-Alta          | 6    | Cambio              | 14      |       |
| Rit | 110 | Marcel Balsa        | BMW               | 5    | Motore              | 25      |       |
| Rit | 126 | Adolf Brudes        | Veritas-BMW       | 5    | Motore              | 19      |       |
| Rit | 130 | Bernd Nacke         | BMW               | 5    | Accensione          | 30      |       |
| Rit | 116 | Eitel Cantoni       | Maserati          | 4    | Trasmissione        | 26      |       |
| Rit | 136 | Rudolf Krause       | BMW               | 3    | Motore              | 23      |       |
| Rit | 118 | Rudolf Schoeller    | Ferrari           | 3    | Sospensione         | 24      |       |
| Rit | 114 | Bill Aston          | Aston-Butterworth | 2    | Pressione dell'olio | 21      |       |
| Rit | 104 | Piero Carini        | Ferrari           | 1    | Freni               | 27      |       |
| Rit | 127 | Paul Pietsch        | Veritas           | 1    | Cambio              | 7       |       |
| Rit | 122 | Theo Helfrich       | Veritas-BMW       | 1    | Motore              | 18      |       |
| Rit | 112 | Paul Frère          | HWM-Alta          | 1    | Cambio              | 13      |       |
| Rit | 129 | Josef Peters        | Veritas-BMW       | 1    | Motore              | 20      |       |
| Rit | 109 | Maurice Trintignant | Gordini           | 1    | Incidente           | 3       |       |
| Rit | 115 | Gino Bianco         | Maserati          | 1    | Motore              | 16      |       |
| SQ  | 105 | Felice Bonetto      | Maserati          | 1    | Squalificato        | 10      |       |
| NP  | 133 | Willi Krakau        | AFM-BMW           | 0    |                     | –       |       |
| NP  | 131 | Ludwig Fischer      | AFM-BMW           | 0    |                     | –       |       |
| NP  | 134 | Harry Merkel        | BMW               | 0    |                     | –       |       |
| NP  | 111 | Peter Collins       | HWM-Alta          | 0    | Motore              | –       |       |

Alberto Ascari riceve un punto addizionale per aver segnato il giro più veloce della gara.

## Classifica mondiale
| Pos | Pilota              | Punti |
| --- | ------------------- | ----- |
| 1   | Alberto Ascari      | 36    |
| 2   | Piero Taruffi       | 22    |
| 3   | Nino Farina         | 18    |
| 4   | Rudi Fischer        | 10    |
| 5   | Troy Ruttman        | 8     |
| 6   | Robert Manzon       | 7     |
| =   | Mike Hawthorn       | 7     |
| 8   | Jim Rathmann        | 6     |
| =   | Jean Behra          | 6     |
| 10  | Sam Hanks           | 4     |
| 11  | Duane Carter        | 3     |
| =   | Ken Wharton         | 3     |
| =   | Dennis Poore        | 3     |
| 14  | Alan Brown          | 2     |
| =   | Maurice Trintignant | 2     |
| =   | Eric Thompson       | 2     |
| =   | Art Cross           | 2     |
| =   | Paul Frère          | 2     |
| 19  | Bill Vukovich       | 1     |